# Leichtathletik-Weltmeisterschaften 2019/Teilnehmer (Äthiopien)
| Gelbes Symbol für Goldmedaillen mit stilisierten Olympischen Ringen | Graues Symbol für Silbermedaillen mit stilisierten Olympischen Ringen | Braundes Symbol für Bronzemedaillen mit stilisierten Olympischen Ringen |
| ------------------------------------------------------------------- | --------------------------------------------------------------------- | ----------------------------------------------------------------------- |
| 2                                                                   | 5                                                                     | 1                                                                       |

Der Leichtathletikverband von Äthiopien wollte an den Leichtathletik-Weltmeisterschaften 2019 in Doha teilnehmen. 37 Athletinnen und Athleten wurden Mitte September 2019 vom äthiopischen Verband nominiert. Die Weltrekordhalterin im 1500-Meter-Lauf Genzebe Dibaba hat in der Folgewoche ihren Start verletzungsbedingt abgesagt.

## Ergebnisse

### Frauen

#### Laufdisziplinen
| Athletin          | Disziplin        | Vorlauf              | Vorlauf              | Halbfinale           | Halbfinale           | Finale               | Finale               |
| Athletin          | Disziplin        | Zeit                 | Platz                | Zeit                 | Platz                | Zeit                 | Platz                |
| ----------------- | ---------------- | -------------------- | -------------------- | -------------------- | -------------------- | -------------------- | -------------------- |
| Diribe Welteji    | 800 m            | 2:02,71 min          | 17                   | 2:02,69 min          | 18                   | DNQ                  | DNQ                  |
| Gudaf Tsegay      | 800 m            | nicht auf Startliste | nicht auf Startliste | nicht auf Startliste | nicht auf Startliste | nicht auf Startliste | nicht auf Startliste |
| Gudaf Tsegay      | 1500 m           | 4:08,39 min          | 21                   | 4:01,12 min          | 04                   | 3:54,38 min PB       | Bronze               |
| Genzebe Dibaba    | 1500 m           | nicht auf Startliste | nicht auf Startliste | nicht auf Startliste | nicht auf Startliste | nicht auf Startliste | nicht auf Startliste |
| Axumawit Embaye   | 1500 m           | 4:08,56 min          | 23                   | DNQ                  | DNQ                  | –                    | –                    |
| Lemlem Hailu      | 1500 m           | 4:05,61 min          | 07                   | 4:16,56 min          | 18                   | DNQ                  | DNQ                  |
| Hawi Feysa        | 5000 m           | 14:53,85 min         | 03                   |                      |                      | 14:44,92 min         | 08                   |
| Fantu Worku       | 5000 m           | 15:02,74 min         | 11                   |                      |                      | 14:40,47 min PB      | 06                   |
| Tsehay Gemechu    | 5000 m           | 15:01,57 min         | 05                   |                      |                      | 14:29,60 min PB      | 04                   |
| Tsehay Gemechu    | 10.000 m         |                      |                      |                      |                      |                      |                      |
| Letesenbet Gidey  | 5000 m           | nicht auf Startliste | nicht auf Startliste | nicht auf Startliste | nicht auf Startliste | nicht auf Startliste | nicht auf Startliste |
| Letesenbet Gidey  | 10.000 m         |                      |                      |                      |                      | 30:21,23 min PB      | Silber               |
| Almaz Ayana       | 10.000 m         | nicht auf Startliste | nicht auf Startliste | nicht auf Startliste | nicht auf Startliste | nicht auf Startliste | nicht auf Startliste |
| Netsanet Gudeta   | 10.000 m         |                      |                      |                      |                      | DNF                  | DNF                  |
| Senbere Teferi    | 10.000 m         |                      |                      |                      |                      | 30:44,23 min SB      | 6                    |
| Ruti Aga          | Marathon         |                      |                      |                      |                      | DNF                  | DNF                  |
| Shure Demise      | Marathon         |                      |                      |                      |                      | DNF                  | DNF                  |
| Roza Dereje       | Marathon         |                      |                      |                      |                      | DNF                  | DNF                  |
| Mekides Abebe     | 3000 m Hindernis | 9:27,61 m PB         | 08                   |                      |                      | 9:25,66 PB           | 11                   |
| Agrie Belachew    | 3000 m Hindernis | nicht auf Startliste | nicht auf Startliste | nicht auf Startliste | nicht auf Startliste | nicht auf Startliste | nicht auf Startliste |
| Lomi Muleta       | 3000 m Hindernis | 9:49,28 min          | 35                   |                      |                      | DNQ                  | DNQ                  |
| Zerfe Wondemagegn | 3000 m Hindernis | 9:40,92 min          | 22                   |                      |                      | DNQ                  | DNQ                  |
| Yehualeye Beletew | 20 km Gehen      |                      |                      |                      |                      | 1:38:11 h            | 16                   |

### Männer

#### Laufdisziplinen
| Athlet               | Disziplin        | Vorlauf              | Vorlauf              | Halbfinale           | Halbfinale           | Finale               | Finale               |
| Athlet               | Disziplin        | Zeit                 | Platz                | Zeit                 | Platz                | Zeit                 | Platz                |
| -------------------- | ---------------- | -------------------- | -------------------- | -------------------- | -------------------- | -------------------- | -------------------- |
| Teddese Lemi         | 1500 m           | 3:41,32 min          | 36                   | 3:38,79 min PB       | 23                   | DNQ                  | DNQ                  |
| Samuel Tefera        | 1500 m           | 3:37,82 min          | 22                   | DNF                  | DNF                  | –                    | –                    |
| Muktar Edris         | 5000 m           | 13:25,00 min SB      | 11                   |                      |                      | 12:58,85 min SB      | Gold                 |
| Abadi Hadis          | 5000 m           | 13:42,89 min         | 27                   |                      |                      | DNQ                  | DNQ                  |
| Telahun Haile Bekele | 5000 m           | 13:20,45 min         | 2                    |                      |                      | 13:02,29 min         | 4                    |
| Selemon Barega       | 5000 m           | 13:24,69 min         | 9                    |                      |                      | 12:59,70 min         | Silber               |
| Selemon Barega       | 10.000 m         |                      |                      |                      |                      |                      |                      |
| Hagos Gebrhiwet      | 5000 m           | nicht auf Startliste | nicht auf Startliste | nicht auf Startliste | nicht auf Startliste | nicht auf Startliste | nicht auf Startliste |
| Hagos Gebrhiwet      | 10.000 m         |                      |                      |                      |                      | 27:11,37 min         | 09                   |
| Andamlak Belihu      | 10.000 m         |                      |                      |                      |                      | 26:56,71 min         | 05                   |
| Yomif Kejelcha       | 10.000 m         |                      |                      |                      |                      | 26:49,34 min PB      | Silber               |
| Lelisa Desisa        | Marathon         |                      |                      |                      |                      | 2:10:40 h SB         | Gold                 |
| Mosinet Geremew      | Marathon         |                      |                      |                      |                      | 2:10:44 h            | Silber               |
| Tola Shura Kitata    | Marathon         | nicht auf Startliste | nicht auf Startliste | nicht auf Startliste | nicht auf Startliste | nicht auf Startliste | nicht auf Startliste |
| Mule Wasihun         | Marathon         |                      |                      |                      |                      | DNF                  | DNF                  |
| Chala Beyo           | 3000 m Hindernis | 8:21,09 min          | 14                   |                      |                      | DNF                  | DNF                  |
| Lamecha Girma        | 3000 m Hindernis | 8:16,64 min          | 06                   |                      |                      | 8:01,36 min NR       | Silber               |
| Takele Nigate        | 3000 m Hindernis | 8:38,4 min           | 38                   |                      |                      | DNQ                  | DNQ                  |
| Getnet Wale          | 3000 m Hindernis | 8:12,96 min          | 01                   |                      |                      | 8:05,21 min PB       | 04                   |